# Ataque à Base aérea de Millerovo
O ataque à base aérea de Millerovo ocorreu em 25 de fevereiro de 2022 em Millerovo, na Rússia, durante a invasão russa da Ucrânia em 2022. De acordo com alguns oficiais ucranianos, as forças militares ucranianas atacaram a base aérea de Millerovo com mísseis OTR-21 Tochka, destruindo aviões da Força Aérea Russa e incendiando a base aérea.  

## Contexto
Millerovo é uma cidade no Oblast de Rostov (Rússia), a cerca de 80 quilômetros de Luhansk, um território na região de Donbas que faz fronteira com a Rússia e é mantido parcialmente pelos rebeldes russos desde o início da Guerra em Donbas. 

## Ataque
Uma fonte disse à Komsomolskaya Pravda que um míssil ucraniano OTR-21 Tochka atingiu a instalação. Já outro meio de mídia, o Rostov Gazeta, informou que o ataque foi feito por formações armadas ucranianas. 
O ataque, sobre o qual as Forças Armadas da Ucrânia não comentaram oficialmente, teria sido lançado em resposta ao bombardeio de cidades ucranianas pelas forças russas. Várias pessoas também foram declaradas como feridas,  um Sukhoi Su-30 foi destruído no solo de acordo com evidências gráficas.  Autoridades ucranianas afirmaram que pelo menos dois caças russos Sukhoi Su-30 foram destruídos no solo. 